# Lista siturilor arheologice din județul Bihor - H
Lista siturilor arheologice din județul Bihor - H conține toate siturile arheologice din județul Bihor înscrise în Repertoriul Arheologic Național (RAN) și aflate în localități al căror nume începe cu litera H. RAN este administrat de Ministerul Culturii și Patrimoniului Național și cuprinde date științifice, cartografice, topografice, imagini și planuri, precum și orice alte informații privitoare la zonele cu potențial arheologic, studiate sau nu, încă existente sau dispărute.
Puteți căuta un sit din localitățile care încep cu litera H folosind formularul de mai jos sau puteți naviga prin toate siturile din județ la Lista siturilor arheologice din județul Bihor.
| Cod RAN     | Denumire | Localitate                  | Adresă       | Datare                     | Descoperit | Coordonate | Imagine           | Erori            |
| ----------- | --- | --------------------------- | ------------ | -------------------------- | ---------- | ---------- | ----------------- | ---------------- |
| 31039.01.01 | Situl arheologic de la Hodoș - "Dâmbul Morii" / ansamblu anonim (Categorie: locuire civilă) (Tip: Așezare)   | sat Hodoș, comuna Sălard    | Dâmbul Morii | Baden                      | 1999       |            | Încărcați imagine | Raportați eroare |
| 31039.01.02 | Situl arheologic de la Hodoș - "Dâmbul Morii" / ansamblu anonim (Categorie: locuire civilă) (Tip: Așezare)   | sat Hodoș, comuna Sălard    | Dâmbul Morii | getică sec. I a.Ch.-I p.Ch | 1999       |            | Încărcați imagine | Raportați eroare |
| 31039.01.03 | Situl arheologic de la Hodoș - "Dâmbul Morii" / ansamblu anonim (Categorie: locuire civilă) (Tip: Așezare)   | sat Hodoș, comuna Sălard    | Dâmbul Morii |                            | 1999       |            | Încărcați imagine | Raportați eroare |
| 31039.01.04 | Situl arheologic de la Hodoș - "Dâmbul Morii" / ansamblu anonim (Categorie: locuire civilă) (Tip: necropola) | sat Hodoș, comuna Sălard    | Dâmbul Morii |                            | 1999       |            | Încărcați imagine | Raportați eroare |
| 26635.02.01 | Situl arheologic de la Haieu - "La dig" / ansamblu anonim (Categorie: locuire civilă) (Tip: Așezare)         | sat Haieu, comuna Sânmartin | La dig       | sec. II - III              |            |            | Încărcați imagine | Raportați eroare |
| 26635.02.02 | Situl arheologic de la Haieu - "La dig" / ansamblu anonim (Categorie: locuire civilă) (Tip: Așezare)         | sat Haieu, comuna Sânmartin | La dig       | sec. III - IV              |            |            | Încărcați imagine | Raportați eroare |
| 26635.01.01 | Așezarea neolitică de la Haieu - "Terasa Peței" / ansamblu anonim (Categorie: locuire civilă) (Tip: Așezare) | sat Haieu, comuna Sânmartin | Terasa Peței |                            |            |            | Încărcați imagine | Raportați eroare |
| 29626.01    | Tumulii hallstattieni de la Hodiș / ansamblu anonim (Categorie: descoperire funerară) (Tip: Grup de tumuli)  | sat Hodiș, comuna Holod     |              |                            |            |            | Încărcați imagine | Raportați eroare |